# Haliplus confinis
Haliplus confinis (лат.) — вид жесткокрылых насекомых из семейства плавунчики. Распространён в Европе. Обитают в болотах и топях, реже в мезотрофных реках и искусственных прудах, где могут встречаться на глубине до 5 метров. Личинки питаются харовыми водорослями. Длина тела имаго 2,3—3,7 мм.

## Распространение
Встречается в Северной и Центральной (редко и локально) Европе, Северной Италии и Сербии, на востоке до Сибири.